# Progetto Sardegna
Progetto Sardegna (en italien, Projet Sardaigne) était un mouvement politique autonomiste de centre gauche, fondé en 2003 et dirigé par Renato Soru, le président de la région autonome de Sardaigne. 
Il est allié aux partis de l'Olivier et de l'Union pour les élections locales et ne présente des candidats qu'en Sardaigne. Il dispose de neuf (sur 85) conseillers régionaux au Conseil régional de Sardaigne (dont le président de région). Ses résultats aux élections provinciales des 8 et 9 mai 2005 ont été nettement plus modestes (8 conseillers provinciaux élus au premier tour dans six provinces, avec des scores variant entre 3,4 % et 7,4 % et une seule candidate à la présidence en ballotage favorable qui a été élue, au second tour, présidente de la ex province d'Olbia-Tempio (Pietrina Murrighile); pas de liste présentée dans la province d'Oristano).
En novembre 2007, il adhère au Parti démocrate en tant que membre du Parti démocrate sarde.